# Озеряны (Луцкий район)
Озеряны (укр. Озеряни) — село в Боратинской сельской общине Луцкого района Волынской области Украины.
Код КОАТУУ — 0722880503. Население по переписи 2001 года составляет 286 человек. Почтовый индекс — 45664. Телефонный код — 332. Занимает площадь 1,01 км².

## История
В 1946 году указом ПВС УССР село Озеряны-Чешские переименовано в Озеряны.